# Francesca Lollobrigida
Francesca Lollobrigida (født 7. februar 1991 i Frascatti) er en italiensk skøjteløber.
Lollobrigida vandt sin første olympiske sølvmedalje ved Vinter-OL 2022 i Beijing i 3000 meter-konkurrencen for kvinderne. Hun har desuden vundet flere mesterskaber indenfor Inline speed skating.